# Dominantseptakkord
Der Dominantseptakkord (Sigel: D7) ist ein auf der Dominante, also der fünften Stufe einer diatonischen Tonleiter, gebildeter Septakkord.
Beispiel: In C-Dur ist die fünfte Stufe G. Die Töne des zugehörigen Dominantseptakkords – aus der entsprechenden mixolydischen Skala – sind G-H-d-f.
Die kleine Septime G-f und die verminderte Quinte (das Umkehrintervall des Tritonus) H-f sind Dissonanzen, die nach Auflösung streben. Der Ton H ist die Terz der Dominante, die dann in den Grundton C der Tonika leitet. Das f ist die Septime der Dominante, die in die Terz E der Tonika fällt.
Der Dominantseptakkord wurde historisch, wie auch andere Septakkorde, zuerst von Komponisten des Hochbarock verwendet. (Wenngleich es bereits zuvor harmonische Bildungen gab, etwa 1529 bei Pierre Attaingnant, die sich – bei der Renaissancelaute durch Weiterklingen von leeren Saiten oder Basstönen – wie ein Dominantseptakkord anhören können).
Da die Dominante bevorzugt als Dur-Akkord auftritt (auch bei einer Moll-Tonart, obwohl die erste Terz dann nicht Bestandteil der Tonleiter ist, siehe bei Dominante), unterscheiden sich die Dominantseptakkorde von C-Dur und c-Moll nicht voneinander.

## Umkehrungen

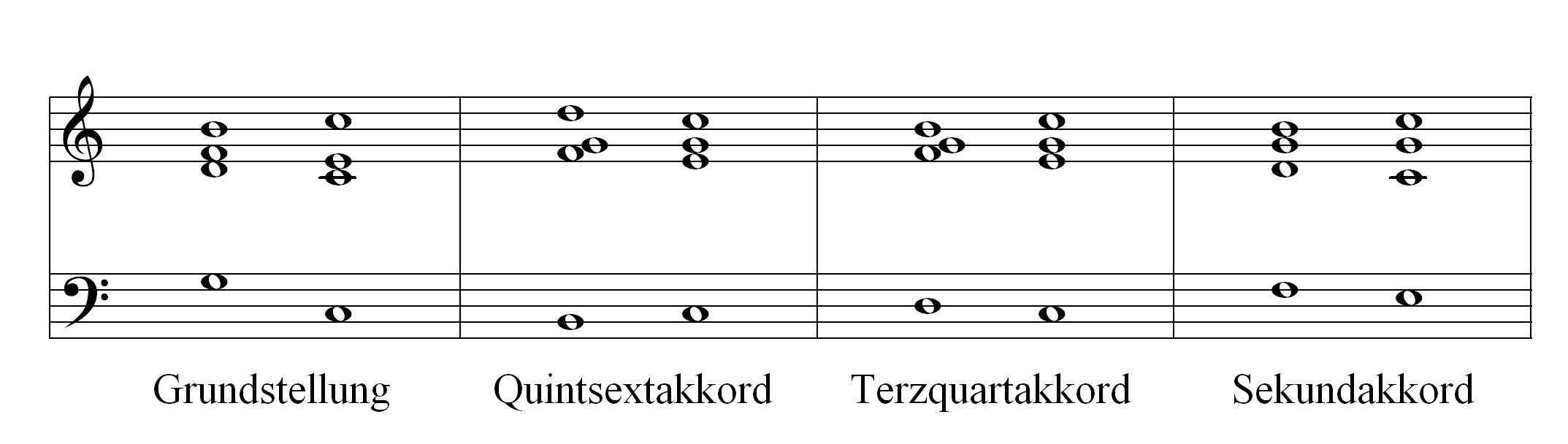
Umkehrungen des Dominantseptakkords und mögliche Auflösungen

Der Dominantseptakkord hat eine Grundstellung und drei Umkehrungen:
- Grundstellung (Grundton im Bass)
- Quintsextakkord (Terz im Bass)
- Terzquartakkord (Quinte im Bass)
- Sekundakkord (Septime im Bass)

## Bezeichnungen
Die  allgemeine Funktionsbezeichnung des Akkordtyps ist D7. D steht dabei für die Funktion der Dominante, nicht für den Ton d.
In der Tonart C-Dur steht der Dominantseptakkord auf dem Grundton g und wird daher dort mit dem Akkordsymbol G7 bezeichnet.

## Varianten
Im Dominantseptakkord ist der verminderte Dreiklang auf der VII. Stufe der Grundtonart enthalten. Dieser wird in der Funktionstheorie als verkürzter Dominantseptakkord bezeichnet und kann anstelle des vollständigen Dominantseptakkords eingesetzt werden. Aufgrund seiner Vieldeutigkeit eignet er sich besonders gut zum Modulieren. Gleiches gilt übrigens für den verkürzten Dominantseptnonakkord mit kleiner None, der einem verminderten Vierklang auf der VII. Stufe entspricht.
Im Jazz kann die Terzschichtung des Dominantseptakkords mit der kleinen, großen oder übermäßigen None (letztere aufgrund des Symbols ♯9 manchmal „Kreuz-Neun“ genannt), mit der Undezime und der Tredezime fortgesetzt werden (7-9-11-13). Die Quinte kann um einen Halbton nach oben oder unten alteriert werden.

## Auflösung des Dominantseptakkords
→ Septakkord, Abschnitt: Dominantseptakkord
In der Regel löst sich der Dominantseptakkord folgendermaßen auf (vgl. obenstehendes Notenbeispiel):
- Die Durterz des D7 (der Leitton) wird immer einen Halbtonschritt nach oben in den Grundton (bzw. die Oktave) der Tonika aufgelöst.
- Die kleine Septime des D7 (der Gleitton) geht immer eine kleine Sekunde nach unten in die Terz der Tonika. (Steht die Septime im Bass, entsteht zwangsläufig ein Sextakkord.)
- Die Quinte des D7 geht zum Grundton der Tonika.
- Der Grundton des D7 bleibt entweder (als Mittelstimme) liegen oder springt (im Bass) ebenfalls zum Grundton der Tonika.

## Zugeordnete Skalen
Bei der Improvisation über einen Dominantseptakkord wird im Jazz der Tonvorrat einer Skala, die auf den Dominantseptakkord bezogen ist, verwendet. Es handelt sich dabei zumeist um Skalen, die neben den vier Tönen des Dominantseptakkordes (Grundton, Terz, Quinte und Septime) weitere Töne enthalten, die eng an die zugrundeliegende (diatonische) Skala anknüpfen, also beispielsweise neben den Akkordtönen dieses Vierklangs ausschließlich diatonische Töne verwendet werden. Ausnahmen sind die alterierte Skala und der Ganzton-Skala (GT), in denen zwar jeweils die Quinte fehlt, die aber nichtsdestotrotz die Dominante zum Tragen kommen lassen, da für den Klang der Dominante nur Grundton, Terz und Septime ausschlaggebend sind und die Quinte daher ersetzt, der Akkord also substituiert werden kann. Als Ergänzung von Grundton, Terz und Septime werden im Jazz oft ♭9, ♯9, ♯11, ♭13 als Spannungstöne („Tensions“) benutzt.
| Tonleiter          | Tensions         | Skalentöne                |
| ------------------ | ---------------- | ------------------------- |
| mixolydische Skala | 9, 13            | 1, 2, 3, (4), 5, 6,♭7     |
| Mixo♭9             | ♭9, 13           | 1,♭2, 3, (4), 5, 6,♭7     |
| Mixo #11           | 9, #11, 13       | 1, 2, 3, #4, 5, 6,♭7      |
| Mixo♭13            | 9, ♭13           | 1, 2, 3, (4), 5,♭6,♭7     |
| HM5                | ♭9, ♭13          | 1,♭2, 3, (4), 5,♭6,♭7     |
| HM5+#9             | ♭9, #9, ♭13      | 1,♭2, #2, 3, (4), 5,♭6,♭7 |
| HD3                | ♭9, #9, ♭13      | 1,♭2, #2, 3, 5,♭6,♭7      |
| alterierte Skala   | ♭9, #9, #11, ♭13 | 1,♭2, #2, 3, #4,♭6,♭7     |
| GT                 | 9, #11, ♭13      | 1, 2, 3, #4,♭6,♭7         |
| HTGT               | ♭9, #9, #11, 13  | 1,♭2,♭3, 3, #4, 5, 6,♭7   |

Eine Übersicht über die Spannungstöne („Tensions“), die in den Skalen vorkommen, die in Folgenden genannt wurden, finden sich in nebenstehender Tabelle.
Skalenklischees:
Eine auf die Funktion des betreffenden Dominantseptakkordes bezogene Skala nennt man im Jazz ein „Skalenklischee“.
Folgende Skalenklischees kommen zum Einsatz, wenn der Dominantseptakkord sich in dominantischer Funktion auf einen diatonischen, also tonleitereigenen, Akkord auflöst (als Dominante mit Funktion V7/I oder als Sekundärdominante mit Funktion V7/II, V7/III, V7/IV, V7/V oder V7/VI):
- Bei Auflösung hin zu einem diatonischen Dur-Akkord (V7/I, V7/IV oder V7/V) wird typischerweise die mixolydische Skala verwendet, oder alternativ – außer bei V7/IV – auch die HM5-Skala oder HM5+#9 oder die alterierte Skala, bei V7/V außerdem auch Mixo #11.[7] Teils werden für V7/IV ebenso wie für V7/V als weitere Möglichkeiten angegeben: Mixo♭9, Mixo #11, Mixo♭13 und HD3.[8]
- Bei Auflösung zu einem diatonischen Moll-Akkord (V7/II, V7/III oder V7/VI) wird typischerweise die HM5-Skala oder HM5+#9 oder die alterierte Skala verwendet; bei V7/II alternativ auch Mixo♭13.[7] Teils wird zusätzlich HD3 angegeben.[8]

Folgende Skalenklischees kommen zum Einsatz, wenn der Dominantseptakkord aus einer Tritonussubstitution resultiert (als Substitutdominante mit Funktion SubV/I, SubV/II, SubV/III, SubV/IV, SubV/V oder SubV/VI):
- Typischerweise wird hier Mixo #11 als Skalenklischee eingesetzt (auch die mixolydische Skala wäre möglich, ist hier aber unüblich[9]); bei SubV/I, SubV/IV oder SubV/V kann zusätzlich die alterierte Skala verwendet werden.[10]

Wenn der Dominantseptakkord sich in der Funktion einer Doppelsubdominante ♭VII7, etwa bei einer Back Door Progression der Form IVm7–♭VII7– I, auf die Tonika auflöst:
- Typischerweise wird hier Mixo #11 verwendet, da diese Skala gebildet wird, indem den Akkordtönen dieses ♭VII7-Vierklangs ausschließlich diatonische Töne angefügt werden.

Lässt sich kein eindeutiges tonales Zentrum feststellen, wird die mixolydische Skala unterlegt.
Funktionsunabhängig einsetzbare Skalen:
Unabhängig von der Funktion kann bei einem Dominantseptakkord die Halbton-Ganzton-Skala (HTGT) oder die Ganzton-Skala (GT) verwendet werden.
Zur Jazz-Improvisation über Akkordfolgen (z. B. II-V-I oder VI-II-V-I und Varianten davon) siehe auch: II-V-I#Jazz-Improvisation